# الصحيفة الأسترالية
الصحيفة الأسترالية، هي صحيفة شاسعة النطاق تصدرها مؤسسة نيوز كورب أستراليا منذ 14 يوليو 1964. ونظرا لاعتبارها الصحيفة الاسترالية اليومية الوحيدة التي توزع على صعيد وطني، قد بلغ عدد قرائها منذ عام سبتمبر 2019 لكل من الإصدارات الورقية المطبوعة والإلكترونية 2394000 قارئ. ووصف خط التحرير الخاص بها بمرور الوقت على أنه يمين الأوسط إلى الجناح الأيمن، وهي مملوكة لشركة نيوز كورب أستراليا.

## الشركات الأم
يتم نشر صحيفة الأسترالي من قبل شركة نيوز كورب الأسترالية، وهي أحد فروع نيوز كورب، التي تحوز أيضا على الصحف اليومية الوحيدة في بريسبان، أديليد، هوبارت وداروين، والصحف اليومية المتروبوليه الكبرى الأكثر تداولا في سيدني وملبورن. ويترأسها مؤسس نيوز كورب روبرت مردوخ.
وتمتلك الصحيفة الأسترالية على محتويات من الصحف في الخارج المتملكة من قبل نيوز كورب الأسترالية الدولية، بما في ذلك صحيفة وول ستريت جورنال ونيويورك تايمز في لندن.

## التاريخ
نشرت الطبعة الأولى من الأسترالي بواسطة روبرت مردوخ في 15 يوليو من عام 1964، لتغدو ثالث صحيفة وطنية في أستراليا بعد جريدة الشحن دايلي كوميرشال نيوز (1891) واوستراليان فاينانشل ريفيو (1951). وعلى خلاف صحف مردوخ الأصلية الأخرى، فهي ليست صحيفة شعبية. وكانت تعتبر الصحف الوطنية ان ذاك غير مثمرة تجاريا، حيث اتكلت الصحف في سائد الامر على الإعلانات المحلية لنيل إيراداتها. وتمت طباعة الأسترالي في كانبيرا، ثم تم نقل اللوحات إلى مدن أخرى لنسخها. وعانت الصحيفة منذ نشوئها للمحافظة على استقرارها المالي واستمرت بالمضي عدة عقود بخسارة، وتم استحداث طبعة الاحد، "The Sunday Australian" في عام 1971. وبالرغم عن ذلك، تم قطعها من السوق في عام 1972 بالإضافة إلى «صانداي تيليغراف» و«صنداي ميرور». بسبب عدم وجود قدرة صحفية كافية لطباعتها.
وكان ماكسويل نيوتن هو أول محرر لدى الصحيفة الأسترالية قبل مغادرته لها في غضون عام، وخليفته والتر كومر، ثم ادريان ديمر. وتحت قيادته شجعت الصحيفة النساء الصحافيات، وكانت أول صحيفة يومية رئيسية توظف مراسلًا من السكان الأصليين، وهو جون نيوفونغ.
وأدت الحملات ضد حكومة ويتلام من قبل مالكها خلال انتخابات عام 1975، إلى إضراب الصحفيين للصحيفة على الاتجاه التحريري.
ونصب كريس ميتشل كرئيس التحرير في عام 2002 وتقاعد في 11 ديسمبر من عام 2015؛ وتم ابادله بالرئيس السابق لصحيفة «ديلي تيليغراف» في سيدني بول ويتاكر.
وقامت الصحيفة ب تدشين أول تطبيق الكتروني في آيباد للصحف الأسترالية في مايو من عام2010.
وأعلنت صحيفة "The Australian" في أكتوبر من عام 2011، أنها تعتزم لتصبح أول صحيفة عامة في أستراليا لتقدم نظام إشتراكي الدفع مع تقديم رسوم بقيمة 2.95 دولارًا في الأسبوع للقراء لعرض المحتوى المتميز على موقعهم الخاص، وتطبيقات الهاتف المحمول والجهاز اللوحي. وقد تم تدشين النظام رسميًا في 24 أكتوبر، مع تجربة مجانية لمدة 3 أشهر.
وقامت الصحيفة بإطلاق موقع الكتروني صيني في سبتمبر من عام 2017، وأعلن كريس دوري، المحرر السابق لصحيفة «دايلي تيليقراف» و«كورير مايل» و«صانداي تايمز» في أكتوبر 2018، سيتولى منصب رئيس التحرير.

## نطاق التغطية
تتكون الأقسام اليومية من؛ الأخبار الوطنية (للأمة) تليها أخبار العالم (على مستوى العالم)، الرياضة وأخبار الأعمال (للأعمال). وتحتوي داخل كل قسم هام صفحة اراء وافتتاحيات، بما في ذلك الصحافيين وغير المساهمين. وتشمل الأقسام الأخرى التكنولوجيا (تكنلوجيا المعلومات الأسترالية) ووسائل الإعلام (محرره دارين ديفيدسون منذ عام 2015) والميزات والشؤون القانونية والطيران والدفاع وسباق الخيل (الاصيلة) والفنون والصحة والثروة والتعليم الراقي. وقسم تتضمن للسفر والتساهل في أيام السبت، جنبا إلى جنب مع المستعلم، ومع تحليل متعمق للقصص الرئيسية للأسبوع، إلى طرف الكثير من التعليقات السياسية. وتشمل ساتورداي لايف اوتس المراجعات والتركيز على الكتب والفنون والسينما والتلفزيون، ومجلة نهاية الأسبوع الأسترالية هي المجلة الوحيدة الأسبوعية اللامعة. وتم نشر المجلة اللامعة، أتمنى في أول جمعة من الشهر.
«ولطالما حافظت المجلة على التركيز على القضايا المتعلقة بحرمان السكان الأصليين». وكما كرس الانتباه إلى تكنولوجيا المعلومات، وصناعات الدفاع والتعدين بالإضافة إلى العلوم والاقتصاد والسياسة المتعلقة بتغير المناخ. ونشرت العديد من «التقارير الخاصة» في سياسة الطاقة الأسترالية والشؤون القانونية وقطاع الأبحاث.
وكانت المجلة الأدبية الأسترالية عبارة عن مكمل شهري من شهر سبتمبرمن عام 2006 إلى أكتوبر عام2011.
ولقد تغيرت لهجة وطبيعة التغطية الأسترالية بمرور الوقت، ولكن منذ أواخر القرن العشرين اتخذت المجلة اتجاهًا محافظًا بشكل ملحوظ تحت ملكية روبرت مردوخ وكريس ميتشل كرئيس التحرير، وقد كانت صريحة في دعم الحكومة المحافظة لرئيس الوزراء جون هوارد.

## صفحات التحرير والآراء
صرح المحرر السابق بول كيلي في عام 1991 أن صحيفة «الأسترالي» قد وطد مكانته في السوق كصحيفة تدعم التحرر الاقتصادي". وأكدت لوري كلانسي في عام 2004 أن "الصحيفة «بشكل عام متحفظة في طريقتها وتوجهها بشدة نحو الأعمال التجارية؛ ولديها مجموعة الصحفيين من مختلف المعتقدات السياسية ولكن في الاغلب إلى الاتجاه الصحيح.» وقال رئيس التحرير السابق كريس ميتشل إن صفحات الافتتاح والافتتاح في الصحيفة هي من يمين الوسط لكنها «تزعم أنها في المنتصف في التغطية الإخبارية».
وفي عام 2007, قام كريكي بوصف الصحيفة بأنها تدعم بشكل عام الحزب الليبرالي وحكومة الائتلاف آنذاك، لكنها دعمت حكومات حزب العمال عمليا في الماضي أيضًا. وأعلن الأسترالي دعمه لكيفين رود من حزب العمال الأسترالي في الانتخابات الفيدرالية، في عام 2007.
وتقدم صحيفة الأسترالي وجهات نظر مختلفة حول تغير المناخ، بما في ذلك مقالات من قبل الذين لا يتفقون مع الإجماع العلمي مثل إيان بليمر، والمؤلفين الذين يتفقون مع الإجماع العلمي مثل تيم فلانيري وبيورن لومبورغ. وزعمت دراسة أجريت في عام 2011 ان السبع سنوات السابقة من المقالات أربعة من كل خمسة مقالات تعارض اتخاذ إجراءات بشأن تغير المناخ.
وإتهم بول باري مقدم برنامج مراقبة وسائل الإعلام على قناة ABC الأسترالية في عام 2010 بشن حملة ضد حزب الخضر الأسترالي، وكتب الزعيم الفيدرالي لحزب الخضر بوب براون، أن صحيفة الأسترالي «قد خرجت من السلطة الرابعة من خلال اعتبار نفسها عاملاً محددًا للديمقراطية في أستراليا». وردا على ذلك، لمحت الصحيفة أن «زعيم حزب الخضر بوب براون اتهم الصحيفة الأسترالي بمحاولة تدمير التحالف بين حزب الخضر والعمل. ونرتدي انتقادات السناتور براون بكل فخر، ونعتقد أنه وزملاؤه من فريق الخضر منافقون وأنهم سيئون على الأمة. وأنه ينبغي تحطيمهم في صندوق الاقتراع».
ووصف بعض المعلقين والعلماء الإعلاميين للصحيفة بأنها تعمل على الترويج لأجندة يمينية، وحصيلة لذلك، يشجع الاستقطاب السياسي في أستراليا. وأفاد الصحفي الأسترالي السابق ريك مورتون في عام 2019، أن الصحيفة «تغذي تجنيد اليمين المتطرف» من خلال لغة مشفرة باستخدام صفارة الكلاب.

## قصص هامه

### فضيحة عمولة AWB
أفادت كارولين افرينغتون، وهي صحفية مخضرمة تكتب لصحيفة The Australian، وفي عام 2005 قام مجلس القمح الأسترالي بتحويل مئات الملايين من الدولارات إلى العراق وحكومة صدام حسين قبل بدء حرب العراق. وأصبحت هذه القصة معروفة بفضيحة النفط مقابل القمح AWB، مما اسفر عن تكوين لجنة للتحقيق في الأمر. وحصلت اوفرينغتون على جائزة Walkley على تغطيتها.

### مشاهدة الدوافع
نشرت صحيفة الأسترالي عددًا كبيرًا من المقالات حول سياسة حكومة رود لإقامة ثورة في التعليم في عام 2009. والتي اسفرت عن كشف أدلة مزعومة على المبالغة في التسعير والتبذير المالي وسوء إدارة بناء التحسينات في المدارس مثل القاعات وصالات الألعاب الرياضية والمكتبات. وكان هناك قسم باسم "Stimulus Watch"على موقع الصحيفة على الإنترنت، بعنوان «كيف تُنفق بلايينك»، والذي احتوت على مجموعة ضخمة من هذه المقالات.
وذكرت وسائل الإعلام الأخرى في العام التالي هذه القضايا وتحولت السياسة إلى إحراج سياسي للحكومة، التي تمكنوا حتى ذلك الوقت على تجاهل تلك التقارير. وإلى جانب سياسة عزل الدوافع الحكومية، فقد ساهمت في الانتقادات والتصورات بعدم الكفاءة والاستياء من أداء الحكومة.
وذكر أن جوليا جيلارد قد اعترفت بأن برنامج بناء المدارس كان معيبًا في 16 يوليو 2010 وأن الأخطاء قد اقترفت لأن البرنامج قد صمم على عجالة لصون الوظائف خلال الأزمة المالية العالمية.

### علاقات AWU
في عام 2011 قام جلين ميلن بالإبلاغ عن ادعاءات ضد رئيس الوزراء جوليا جيلارد فيما يتعلق بقضية AWU بما في ذلك ادعاء بشأن ترتيبات المعيشة لجيلارد مع مسؤول اتحاد العمال الأسترالي بروس ويلسوني. واتصل جيلارد بالرئيس التنفيذي لشركة الأسترالي، مما أدى إلى إزالة القصة ونشر اعتذار وشطب في مكانها.
و ذكر هيدلي توماس أن جيلارد تركت وظيفتها كشريكة في شركة المحاماة سلاتر وجوردن في 18 أغسطس من عام2012 ، كنتيجة مباشرة لتحقيق داخلي سري في عام 1995 في عمل فاسد نيابة عن صديقها رالف بليويت آنذاك. وقد تم تجاهل القصة لفترة طويلة من قبل وسائل الإعلام الأخرى إلى بعد أن عقدت جيلارد مؤتمرا صحفيا للرد على الادعاءات ضدها. وفي عام 2013، بدأت لجنة العمل العادل تحقيقات أولية في مزاعم السلوك المالي النقابي غير اللائق، وفي ديسمبر بدأت الحكومة تحقيقًا قضائيًا في قضية اتحاد العمال من ذلك العام كجزء من لجنة ملكية في النقابات العمالية.

### حيوان المعلم الأليف
"The Teachers Pet"، هو تحقيق في اختفاء لينيت داوسن، وهو بودكاست كتبه هيدلي توماس وسلايد قيبسن وتم بدأه في عام 2018. وكان له الفضل في توليد ادلة جديدة مما أدت إلى إلقاء القبض على كريس داوسون لاحقًا بتهمة قتل زوجته، وإنشاء تحقيق الشرطة Strike Force Southwood لاستكشاف مزاعم الاعتداءات الجنسية والعلاقات بين الطلاب والمعلمين في عدة مدارس سيدني الثانوية التي تم نقاشها في البث. وتم تنزيل المسلسل 28 مليون مرة، وكان البث الأسترالي في الطليعة ووصل إلى المرتبة الأولى في المملكة المتحدة وكندا ونيوزيلندا. وحصل كل من هيدلي وقيبسون على جوائز Gold Walkley لجهدهما في المسلسل.

## العاملون والمساهمون
من بين العاملين السابقين مايك ستيكيتي، وديفيد بورشيل، ومايكل ستوتشبيري، وسيمون اداميك، وجورج ميجالوجينس، وجلين ميلن، وكورديليا فاين، وألان وود، ومايكل كوستا، وبي بي ماكجينيس، ومايكل كوستيلو، وفرانك ديفين، ومات برايس، وكريستوفر بيرسون. ومن بين رسامي الكاريكاتير السابقين بيل ليك.
من بين كتاب الأعمدة جانيت البريشتسن، ورتروي برامستون، وبول كيلي، وكريس كيني، وبريندان أونيل، ونيكولاس روثيل، ونيكي ساففا، وانجيلا ساناهان، ودينيس شناهان، وجريج شيريدان، وجوديث سلوم، وإيما جين، وبيتر فان اونسيلين، وغراهام ريتشاردسون، وفيليب آدامز. كما يحتوي على رسوم متحركة يومية من "Johannes Leak".
ومن المساهمين العرضيين: غريغوري ميلويش، وكيفن دونيلي، وكارولين اوفرينغتون، وتوم سزيتزر، وجيمس ألان، وهال جي بي كوليباتش، ولوك سلاتري، ونويل بيرسون، بيتينا ارندت، وجوليا جيلارد، وتوني أبوت، ولوسيان بوز.

## جائزة أستراليا للعام
في عام 1971، أسست صحيفة الأسترالية «جائزة أستراليا للعام» مستقلة وغالبًا ما تكون مختلفة عن جائزة أستراليا للعام التي اختارها مجلس اليوم الوطني لأستراليا التابع للحكومة. ابتداءً من عام 1968، وكان للجائزة الرسمية صلات طويلة بمجلس ولاية أستراليا الفيكتورية، وان ذاك كان هناك تصور عام أنها ترتكز إلى الدولة. شعرت الأسترالية أنها في وضع أفضل لإنشاء جائزة تمثل أستراليا بأكملها كصحيفة وطنية بشكل أفضل. ويتم اقتراح المرشحين من قبل القراء، ويتم تحديدهم من قبل هيئة التحرير، ويمنحون الجوائز في يناير من كل عام.

## التداول
في ربع يونيو من عام 2013، كان متوسط توزيع المطبوعات لصحيفة The Asutralian في أيام الأسبوع 116,655 و 254,891 لـ The Weekend Australian. وكان كلاهما في انخفاض (9.8 و 10.8٪) مقارنة بربع يونيو من العام السابق.
وابتداء من شهر مارس 2015، كان التداول لإصدار أيام الأسبوع 104,165 وكان إصدار نهاية الأسبوع 230,182، بانخفاض ملحوظ 6.5 في المائة و 3.3 في المائة على التوالي مقارنة بنفس الفترة من عام 2014. كان لدى صحيفة الأسترالي 67561 مشتركًا رقميًا في نفس الفترة.
واعتبارا من شهر أغسطس 2015، ووفقا لطرف ثالث تحليلات الويب وموردي اليكسا وسميلارويب، كان الموقع الأسترالي ' ل72 و 223 أكثر المواقع زيارة في استراليا على التوالي. ويصنفه "SimilarWeb" على أنه الموقع الإخباري الثالث والعشرون الأكثر زيارة في أستراليا، بجذب ما يقارب 3 ملايين زائر شهريًا.
وفي شهر سبتمبرمن عام 2018، ووفقًا لأبحاث روي مورجان، كان لدى الأسترالي 303 ألف قرّاء.
أبلغ روي مورغانفي في شهر سبتمبر من عام 2019 عن أرقام 843000 (سبتمبر 2018-810.000) للنسخة الورقية المطبوعة (إجمالي، إصدارات نهاية الأسبوع وأيام الأسبوع)؛ والإصدارات الرقمية 1,903,000 (سبتمبر 2018 - 1,812,000)؛ إجمالي منصة 2,394,000 (سبتمبر 2018 - 2,503,000)؛ بانخفاض 4.4٪. (فعلى سبيل المقارنة، كان الرقم الإجمالي لصحيفة Sydney Morning Herald 4,209,000 ؛ The Age (ملبورن) 2,852,000، هيرالد صن (ملبورن) 2,801,000.وأما "Astralian Financial Review " هي الصحيفة اليومية الوحيدة الأخرى الموزعة على المستوى الوطني التي تركز على الأعمال التجارية فقد بلغ عدد قراءها 1,599,000 قارئ عبر جميع المنصات المتعدده (بزيادة قدرها 17.7٪).

## الجوائز
قد فازت الصحيفة بجوائز رابطة ناشري صحف منطقة المحيط الهادئ في عدة مناسبات؛
- 2007 جائزة صحيفة العام على الإنترنت
- 2017 صحيفة العام اليومية وجريدة نهاية الأسبوع وأفضل فئات مواقع الجوال[4]

حصل العديد من الصحفيين الذين يكتبون لصحيفة The Asutralian على جوائز Walkley لتقاريرهم التحقيقيه.

## روابط خارجية
- الموقع الرسمي